# Бриџит Миленбрух
Бриџит Миленбрух (20. јул 1936) је немачка хемичарка.
Она је председница Европске платформе жена научница у Бриселу. Чланица је Мреже жена у доношењу одлука у политици и економији Европске комисије и потпредседница Фондације Кристијане Нуслајн-Волхард у Немачкој.

## Живот
Након што је завршила докторат из фармацеутске хемије, Миленбрух је радила као научница на Универзитету у Бону скоро 20 година пре него што је постала прва комесарка за једнаке могућности универзитета. Од краја 1980-их, њена истраживања и развој концепата фокусирани су на родну равноправност, интеграцију родне перспективе и програме и процесе који се тичу регрутовања и задржавања жена научница у Немачкој, као и на нивоу ЕУ.
Године 1996. одликована је Немачким федералним крстом за заслуге. Исте године била је коаутор књиге „100 година студија жена: Жене са Рајнског универзитета Фридрих-Вилхелмс у Бону“ заједно са Анет Кун и Валентином Роте.
Говорила је на међународној конференцији „Препреке за каријеру жена у академским круговима: Дијалог између социјалне психологије и политике“, коју је спонзорисала Европска научна фондација, а одржана је у Перуђи 6. октобра 2001. године.
Године 2003, Миленбрух је била чланица Управног одбора за Студију о мрежама жена научница у Бриселу, која је потврдила потребу за мрежом за жене научнице на европском нивоу. Миленбрух је била директорка Центра изврсности за жене и науку (CEWS) у Бону од 2000. до 2005. године, управљајући неколико истраживачких пројеката које су финансирале немачка влада и ЕУ у области родне равноправности у науци. Под њеним вођством, CEWS је саставио победнички предлог за оснивање Европске платформе жена научница и потписао уговор са Европском комисијом 2005. године. Миленбрух је била у Оснивачком одбору (демократском телу за доношење одлука) Европске платформе жена научница до њеног формалног оснивања као AISBL.
Године 2005, она и Алмуте Шлутер су написале рад за Европску комисију о базама података жена научница: преглед, смернице за најбољу праксу и будуће перспективе.
На конференцији EPWS у Паризу „Нове перспективе о каријерама жена научница у Европи“, која је одржана 11. јуна 2014. у француском Министарству високог образовања и истраживања, Амфитеатар Стурдзе, Париз, Миленбрух је одржала поздравни говор.